# Phong Nam
Phong Nam (丰南区) là một quận thuộc địa cấp thị Đường Sơn, tỉnh Hà Bắc, Cộng hòa Nhân dân Trung Hoa. Quận này có diện tích 1568 ki-lô-mét vuông, dân số năm 2002 là 520.000 người. Quận này nguyên là huyện Phong Nam. Đây là tâm chấn của trận động đất Đường Sơn năm 1976. Quận này được chia thành 13 trấn và 4 hương.
- Trấn: Tư Các Trang, Ngân Phong, Đao Địa, Tiền Doanh, Đường Phường, Hoàng Các Trang, Tây Cát, Tiểu Tập, Vương Lan, Đại Tan Trang, Liễu Thụ, Tân Hải, Hắc Duyên Tử.
- Hương: Nam Tôn Trang, Đại Tề Các Trang, Đông Điền Trang, Tiêm Tự Cô.